# Chotylub (gromada)
Chotylub – dawna gromada, czyli najmniejsza jednostka podziału terytorialnego Polskiej Rzeczypospolitej Ludowej w latach 1954–1972.
Gromady, z gromadzkimi radami narodowymi (GRN) jako organami władzy najniższego stopnia na wsi, funkcjonowały od reformy reorganizującej administrację wiejską przeprowadzonej jesienią 1954 do momentu ich zniesienia z dniem 1 stycznia 1973, tym samym wypierając organizację gminną w latach 1954–1972.
Gromadę Chotylub z siedzibą GRN w Chotylubiu utworzono – jako jedną z 8759 gromad na obszarze Polski – w powiecie lubaczowskim w woj. rzeszowskim na mocy uchwały nr 26/54 WRN w Rzeszowie z dnia 5 października 1954. W skład jednostki wszedł obszar dotychczasowej gromady Chotylub ze zniesionej gminy Cieszanów, obszar dotychczasowej gromady Gorajec ze zniesionej gminy Płazów oraz obszar dotychczasowej gromady Rudka ze zniesionej gminy Horyniec w tymże powiecie. Dla gromady ustalono 9 członków gromadzkiej rady narodowej.
1 stycznia 1960 gromadę zniesiono, włączając jej obszar do gromad Dachnów (wsie Chotylub i Rudka) i Płazów (wieś Gorajec) w tymże powiecie.